# Cusio (comune)
Cusio [ˈkuːzjo] (Cüs [ˈkys] in dialetto bergamasco) è un comune italiano di 196 abitanti della provincia di Bergamo in Lombardia. Situato nella Valle Averara, laterale dell'alta Val Brembana, si trova a 48 chilometri a nord-ovest del capoluogo orobico.

## Geografia

### Territorio

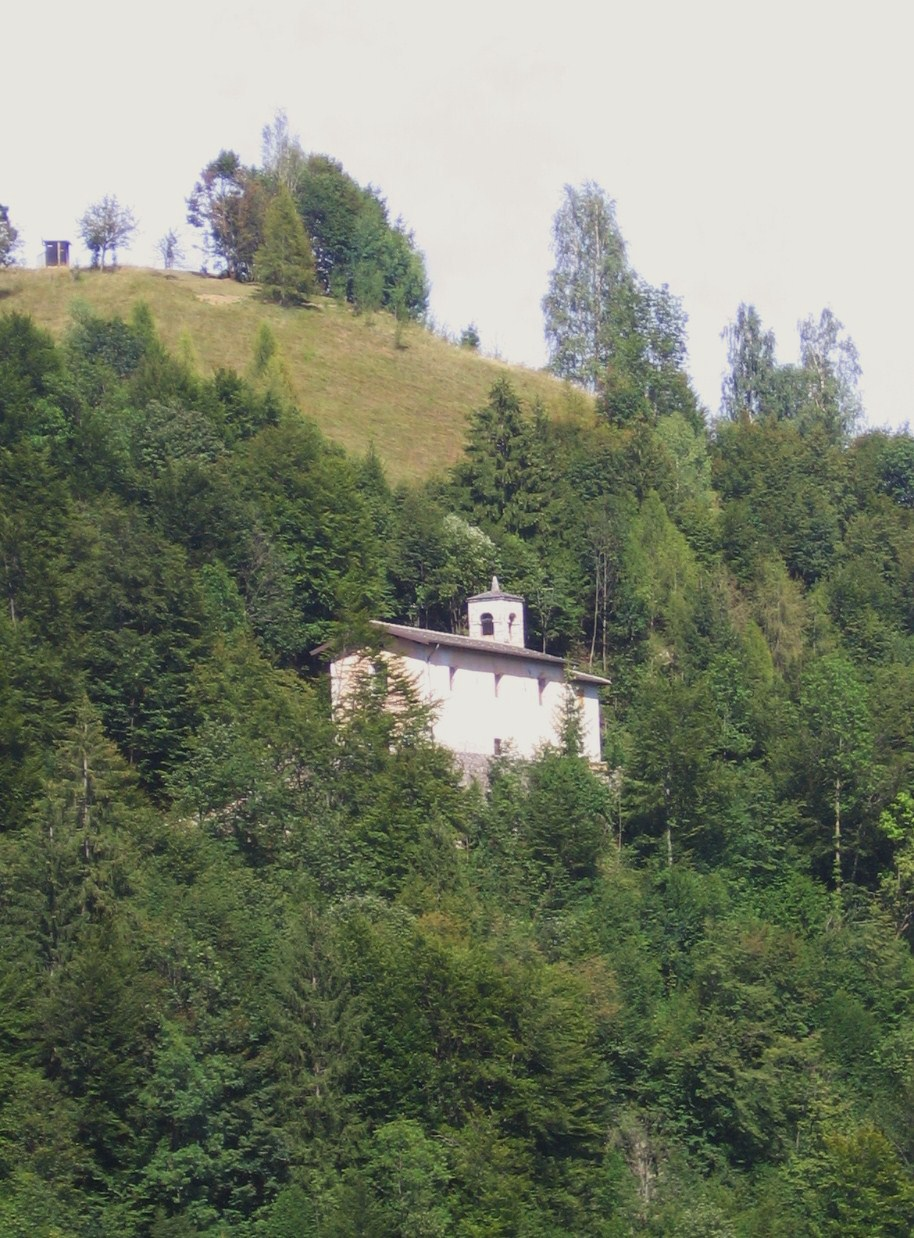
Chiesa di Sant'Alberto

Inserito in un contesto naturalistico di grande spessore, il territorio comunale offre un ventaglio invidiabile di opzioni a chiunque voglia soggiornarvi: si va dal trekking, e relative escursioni impegnative, a semplici passeggiate adatte a chiunque voglia passare qualche momento a contatto della natura. Durante il periodo invernale la zona diventa meta di numerosi sciatori grazie agli impianti presenti nella zona del Monte Avaro, consorziati tra i vari paesi della valle Averara.

## Storia
I primi documenti che attestano l'esistenza del borgo risalgono all'anno 917, quando si fa menzione di un abitante della zona di Abrara. È questo, in assoluto, il testo più antico relativo all'alta valle Brembana, tanto da far credere che con il toponimo si intendesse tutta la zona che veniva comunemente indicata con il nome di valle Averara, comprendente anche i vicini Santa Brigida, Averara, Olmo al Brembo, Ornica e Cassiglio.
È usanza comune credere che tuttavia i primi insediamenti stabili in questa zona siano riconducibili all'epoca delle invasioni barbariche, quando le popolazioni soggette alle scorrerie si rifugiarono in luoghi remoti.
In particolar modo si presume che siano stati gli abitanti della vicina Valsassina ad arrivare per primi (presumibilmente attorno al VI secolo), come testimoniano alcuni toponimi uguali tra le due zone.
Il toponimo sembra invece derivare dalla propria posizione geografica, che lo fa apparire come un borgo chiuso tra i monti circostanti.
In epoca medievale il borgo, posto sotto il dominio dei Visconti vide instaurarsi una consuetudine che voleva due abitanti del luogo, eletti a rotazione, dirigere la spartizione del denaro ricavato dalla vendita del legname e dell'affitto dei prati adibiti a pascolo nelle zone del Monte Avaro ed il Monte Foppa.
Questo per il fatto che il contesto naturalistico in cui il paese era inserito veniva considerato patrimonio della collettività e non del singolo, e tutti contribuivano come potevano. Usanza che continuò anche con l'avvento della Repubblica di Venezia la quale, per non gravare sulla fragile economia locale, decise di non imporre alcun tributo agli abitanti.
Era usanza comune dire che Cusio 
La Serenissima inoltre istituì una piccola dogana, presso il valico alpino di Salmurano, posto a monte dell'abitato, al fine di controllare i traffici con la vicina Valtellina.
Il termine della dominazione veneta ed il conseguente avvento della Repubblica Cisalpina portò grandi cambiamenti a Cusio, che si trovò inglobato nel cantone dell'alta Valle Brembana, con capoluogo a Piazza Brembana, e si vide revocati numerosi privilegi che la Serenissima aveva garantito per secoli all'intera zona.
Gli anni seguenti videro succedere alla dominazione francese quella austriaca, fino al 1859, quando nacque il Regno d'Italia.
Negli ultimi decenni ha cominciato a prendere sempre più piede l'industria del turismo, che sta risollevando il borgo dopo un periodo di lento spopolamento.

### Simboli
Lo stemma e il gonfalone del comune di Cusio sono stati concessi con decreto del presidente della Repubblica del 22 marzo 2010.
Il gonfalone è un drappo di bianco con la bordatura di verde.
Come simbolo è stato scelto l’albero di carpine, presente abbondantemente sul territorio, fatto di un legno duro, adatto alla fabbricazione di attrezzi rurali o come combustibile. Le caratteristiche di questo albero hanno conferito agli abitanti l'appellativo carpègn dé Cus, "i carpini di Cusio", in quanto la tradizione attribuisce loro un carattere piuttosto ostinato e duro.

## Monumenti e luoghi d'interesse

### Architetture religiose
La parrocchiale di Santa Margherita, risalente al XV secolo e riedificata nel XVIII secolo, custodisce opere di pregio tra le quali il polittico di Andrea Previtali dove centralmente è presente la statua della Madonna col Bambino dei primi anni del Cinquecento.
- Chiesa di Santa Maria Maddalena

### Architetture civili
- Storicamente interessante è il vecchio palazzo della Dogana Veneta, posto al valico di Salmurano, anche se ormai si trova in condizioni fatiscenti.

## Società

### Evoluzione demografica
Abitanti censiti

## Amministrazione
Sindaco: Andrea Paleni